# Seyrighoplites
Seyrighoplites is een geslacht van insecten uit de orde vliesvleugeligen (Hymenoptera) en de familie Ichneumonidae.

## Soorten
- S. cothurnator (Morley, 1919)
- S. inermis (Morley, 1916)
- S. leucopus Heinrich, 1968
- S. ochraceator (Morley, 1919)
- S. oxyscutellatus Heinrich, 1968
- S. pictifrons Heinrich, 1968
- S. pilosus Heinrich, 1938
- S. trilobatus Heinrich, 1968